# Elephantomyia infumosa
Elephantomyia infumosa är en tvåvingeart som beskrevs av Alexander 1935. Elephantomyia infumosa ingår i släktet Elephantomyia och familjen småharkrankar. Inga underarter finns listade i Catalogue of Life.